# Im Schatten der Ärzte
Im Schatten der Ärzte — второй студийный альбом немецкой панк-группы Die Ärzte выпущенный в 1985 году. Альбом стал последним для Занни — бас-гитариста оригинального состава.

## Информация
Продюсером пластинки выступил Мики Мейзер, ранее не работавший с коллективом. Альбом достиг 53-го места в немецком альбомном чарте и получил золотой статус. Спустя полгода после выпуска альбома, из-за ссоры с остальными участниками группы, коллектив покинул бас-гитарист Занни, стоявший у истоков die Ärzte, но не зарекомендовавший себя в качестве серьёзного музыканта перед Белой и Фарином. К альбому было выпущено два сингла: «Wegen dir» и «Du willst mich küssen».
Альбом был переиздан в декабре 2019 года и на одну неделю попал в немецкий альбомный чарт, заняв 48 место, что превзошло показатель 1985 года.

## Список композиций
1. Du willst mich küssen (M+T:Urlaub) — 3:13
2. Dein Vampyr (M+T:Felsenheimer) — 3:20
3. … und es regnet (M+T:Urlaub,Runge,Felsenheimer) — 3:32
4. Alles (M:Felsenheimer/T:Felsenheimer,Urlaub) — 2:58
5. Rennen nicht laufen! (M:Urlaub/T:Urlaub,Felsenheimer) — 2:55
6. Wie ein Kind (M+T:Runge) — 3:40
7. Wie ein Kind (Reprise) (M+T:Runge) — 0:33
8. Wegen dir (M+T:Urlaub) — 3:18
9. Die Antwort bist du (M+T:Felsenheimer) — 3:21
10. Buddy Holly’s Brille (M+T:Urlaub) — 3:39
11. Käfer (M+T:Urlaub) — 2:55
12. Ich weiß nicht (ob es Liebe ist) (M+T:Urlaub) — 3:48
13. «Was hat der Junge doch für Nerven» (M+T:Urlaub) — 4:15

### Сингл — «Wegen dir»
1. Wegen dir (Supermix)
2. Wegen dir (Zeltlagermix)
3. Und ich weine
4. Wegen dir

### Сингл — «Du willst mich küssen»
1. Du willst mich küssen (Modern Kissing Mix)
2. Du willst mich küssen (Disco Kuschel Mix)
3. Die Antwort bist du
4. Du willst mich küssen (Remix)